# Solanum sect. Juglandifolia
La sección Juglandifolia del género Solanum constituye un clado monofilético que incluye solo dos especies sudamericanas, las cuales se conocen comúnmente  como tomates silvestres.   Estas especies constituyen un recurso genético extremadamente importante para el mejoramiento genético del tomate ya que poseen una gran cantidad de genes para resistencia a factores bióticos (plagas y enfermedades) y abióticos (estrés hídrico y salino, por ejemplo) adversos, como así también caracteres de calidad para el fruto.

## Descripción
Las especies de la sección Juglandifolia son lianas grandes, leñosas, perennes  que crecen rastreras  o ser trepadoras, y llegar hasta la copa de los árboles. El tallo es grueso, de color verde o marrón claro y presenta crecimiento secundario. Las hojas son imparipinnadas con pecíolos muy cortos o sésiles. Se hallan escasa o moderadamente cubiertas por una vellosidad compuesta de tricomas simples, uniseriados y glandulares, los cuales tienen una base amplia. La superficie de la hoja es de color verde oscuro, la parte inferior es de un color más claro. Presentan pseudoestípulas. 
Las flores se disponen en inflorescencias sobre largos pedúnculos articulados. Las flores son de color amarillo brillante a blanco cremoso. La corola, formada por cinco pétalos unidos entre sí es pentagonal o rotada. El cáliz consta de cinco sépalos parcialmente fusionados entre sí, glabros a escasamente pilosos.
Los frutos son bayas esféricas sin pelos a la madurez y presentan un pericarpio  grueso y duro. El pedúnculo del fruto es generalmente recto, grueso y leñoso. Las semillas presentan forma de huevo o de lente y tienen alas a lo largo del margen.
Las especies que componen la sección son diploides, con 24 cromosomas y alógamas por autoincompatibilidad.

## Distribución
Se distribuyen desde el sur de Colombia, por Ecuador y hasta el sur del Perú.

## Filogenia y Taxonomía
A través de los estudios filogenéticos sobre datos moleculares y morfológicos se demostró que los integrantes de esta sección taxonómica conforman un grupo monofilético. Las relaciones con otros grupos dentro del género se muestra en el siguiente cladograma:
```
       ┌───── Sección 
Lycopersicoides

       │
    ┌──┤  ┌── Sección 
Juglandifolia

    │  └──┤
 ┌──┤     └── Sección 
Lycopersicon

 │  │
─┤  └──────── Sección 
Petota

 │
 └─────────── Sección 
Etuberosum
```

Las dos especies que integran la sección Juglandifolia son:
- Solanum juglandifolium (Pers.) Dunal.[4]
- Solanum ochranthum (Pers.) Dunal.[4]